# 加雷斯·爱德华
加雷斯·爱德华（英語：Gareth Edwards，1975年6月1日—）是一名英国电影导演，2010年的独立电影《異獸禁區》让他获得广泛关注。知名作品为2014年科幻灾难片《哥斯拉》，以及2016年全球票房达到10.5亿美元的《星際大戰外傳：俠盜一號》。

## 生平
自童年时期他就对电影产生兴趣，《星球大战》对他产生了极大的影响。
1996年毕业于 University for the Creative Arts (UCA) 电影制作专业。2012年获得该校的荣誉博士学位。

## 作品

### 电影
- 異獸禁區（英语：Monsters (2010 film)）/ Monsters (2010) （导演、编剧、摄影、视觉效果、美术指导）
- 哥斯拉/ Godzilla (2014)[5]（导演）
- 異獸戰區：黑暗大陸（英语：Monsters: Dark Continent）/ Monsters: Dark Continent (2015) （执行制片）
- 星際大戰外傳：俠盜一號/ Rogue One: A Star Wars Story (2016) （導演、客串参演）
- A.I.創世者/ The Creator (2023) （导演、编剧、監製）
- 侏羅紀世界：重生/ Jurassic World: Rebirth (2025) （導演）

### 电视
- Heroes and Villains, episode "Attila the Hun" (2008) (导演、视觉效果)

### 纪录片
- In the Shadow of the Moon (2007) (视觉效果)

### 短片
- Factory Farmed (2008) (编剧、导演、摄影、剪辑)